# Програма ЮНЕСКО «Пам'ять світу»

Програма ЮНЕСКО «Пам'ять світу» (Memory of the World Programme) — це міжнародна ініціатива, розпочата у 1992 році, яка має на меті забезпечення визнання документальної спадщини, що має міжнародне, регіональне та національне значення, ведення реєстру цієї спадщини та присудження емблеми з метою її ідентифікації.
Пам'ять світу — це документальна спадщина (документована колективна пам'ять народів світу), яка являє собою значну частину світового культурного надбання. Завдяки ній можна прослідкувати еволюцію думки, відкриттів та досягнень суспільства. Мова йде про спадщину минулого для нинішнього та майбутнього світових спільнот.
Всесвітнє документальне надбання розглядається в усій його сукупності як результат творчості людей різних спільнот та культур упродовж багатьох століть, що не обов'язково погоджується з нинішніми національними державами. Таким чином, Програма готова визнавати, наприклад, документальну спадщину як етнічних меншин всередині країн, так і окремих культур, що перетинають кордони декількох сучасних держав.
Крім того, Програма охоплює документальну спадщину за всю писемну історію людства, починаючи від папірусних сувоїв або глиняних табличок і закінчуючи фільмами, звукозаписами або зацифрованими файлами. Не існує ані занадто старих, ані занадто нових матеріалів.
Концепція Програми «Пам'ять світу» полягає у тому, що всесвітня документальна спадщина є загальним надбанням, вона повинна усіляко оберігатися та захищатися в інтересах усіх, повинна бути доступною всім на постійній основі, без якихось перешкод і з відповідним визнанням культурних традицій та особливостей.
Програма «Пам'ять світу» має три основні мети:
- Сприяння забезпеченню збереження всесвітнього документального надбання шляхом використання найвідповідніших методів.
- Надання допомоги щодо забезпечення загального доступу до документального надбання.
- Розповсюдження у світовому масштабі інформації про існування та значення цього документального надбання.

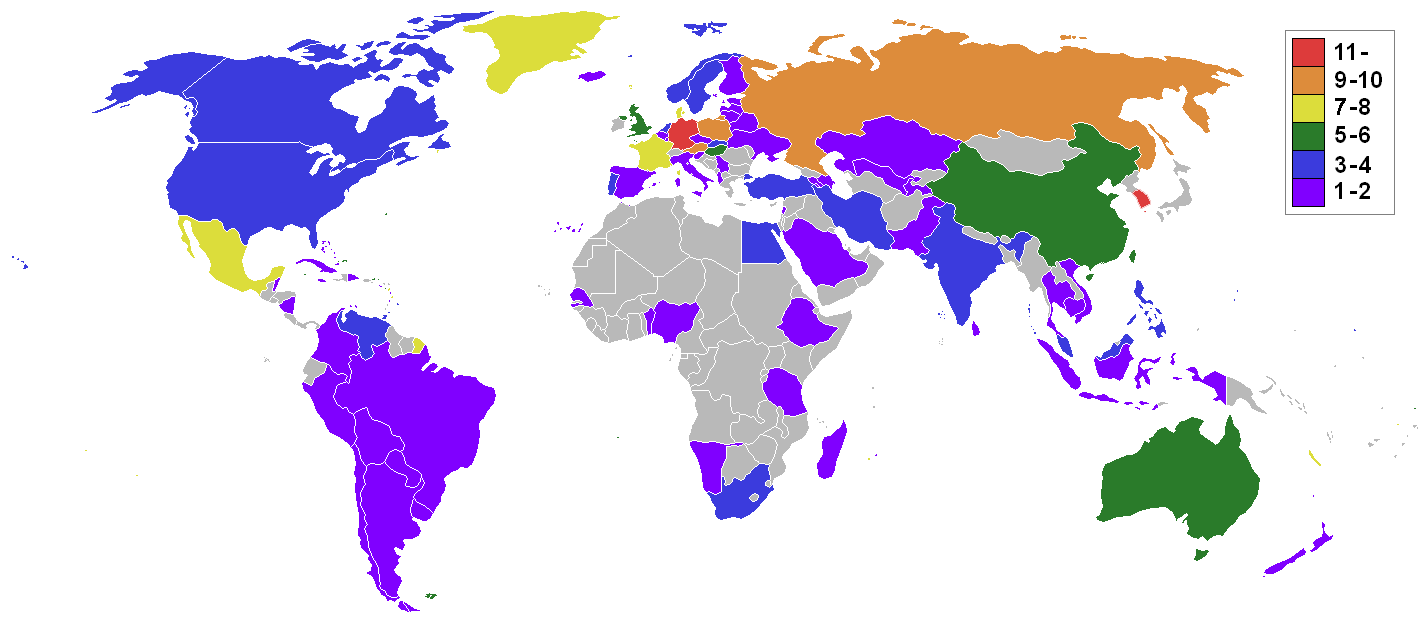
Мапа ілюструє розподіл документальної спадщини за країнами станом на 2007 рік.

Починаючи з 2005 р. ЮНЕСКО також вручає Премію Чікчі за вагомий внесок у виконання завдань Програми.
Реєстр «Пам'ять світу» (Memory of the World Register) містить перелік документального надбання, яке було запропоновано для включення Міжнародним консультативним комітетом (International Advisory Committee) та затверджено Генеральним директором ЮНЕСКО як таке, що відповідає критеріям світового значення.
Існують три типи реєстрів Програми:
- міжнародний

- регіональний
- національний

Станом на 2010 р. Україна не має визначеного національного реєстру документальної спадщини.

## Україна в Міжнародному реєстрі «Пам'ять світу»

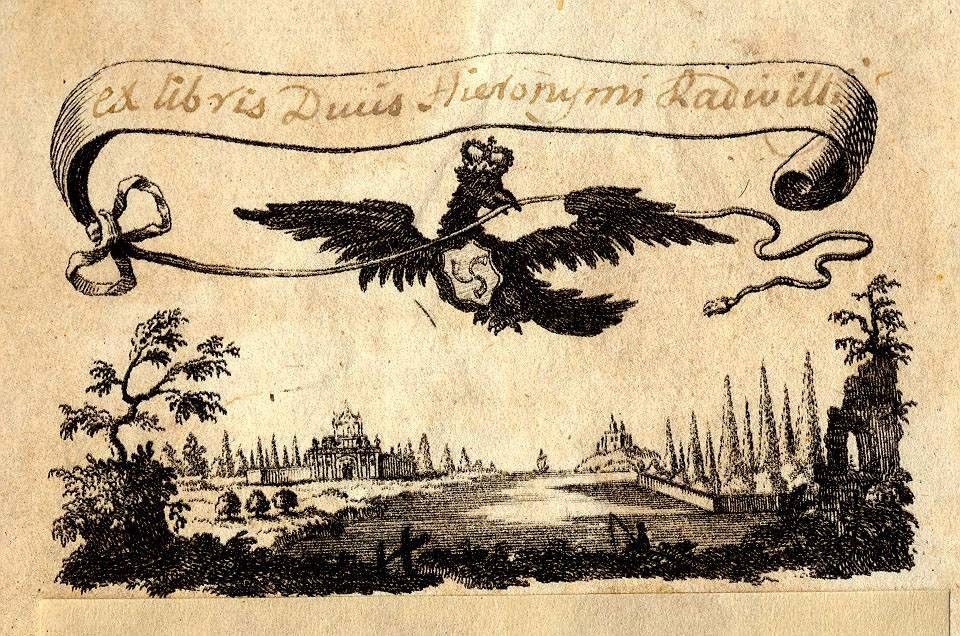
Екслібрис Героніма Радзивілла з фонду Центральної наукової бібліотеки НАН Білорусі.

Українські пам'ятки декілька разів номінувалися на включення до міжнародного реєстру «Пам'ять світу». Так, 2005 р. на включення до реєстру були запропоновані:
- Нікомедійське Євангеліє (кін. XII — поч. XIII ст.) / Nicomedia Gospel[2]
Національна бібліотека України імені В.І.Вернадського, Київ
- Пересопницьке Євангеліє (1556—1561) / Peresopnytsia Gospel (Peresopnitske Yevanhelije). 1556—1561[3]
Національна бібліотека України імені В. І. Вернадського, Київ
- Зібрання фонографічних записів єврейського музичного фольклору (1912-1947) / Collection of Jewish Musical Folklore (1912—1947)[4]
Національна бібліотека України імені В. І. Вернадського, Київ

Перші дві пропозиції було відхилено, а третя була прийнята.
У 2007 р. на включення до реєстру була запропонована:
- ІРМОС: Колекція українських і білоруських нотолінійних ірмолоїв XVI—XVIII ст. / Heirmos: repertoire of Ukranian and Belarusian Church monody from 16th-18th centuries[5]
Український католицький університет, Львів

Пропозицію було відхилено.
У 2009 р. була прийнята пропозиція від Білорусі (спільна з Литвою, Польщею, Російською Федерацією, Україною та Фінляндією) на включення до реєстру пам'ятки:
- Архіви Радзивіллів та Несвіжська бібліотечна колекція / Radzwills’ Archives and Niasvizh (Nieśwież) Library Collection[6]

1. Центральний архів історичних записів, Варшава
2. Національний історичний архів Білорусі, Мінськ
3. Державний історичний архів Литви, Вільнюс
4. Центральний державний історичний архів України, м. Київ
5. Центральна наукова бібліотека НАН Білорусі, Мінськ
6. Національна бібліотека Білорусі, Мінськ
7. Президентська бібліотека Республіки Білорусь, Мінськ
8. Бібліотека Російської академії наук, Санкт-Петербург
9. Наукова бібліотека Московського державного університету, Москва
10. Національна бібліотека Фінляндії, Гельсінки

У вересні 2023 року до  реєстру «Пам'ять світу» внесена  «Документальна спадщина «Бабин Яр», до складу  якої увійшли  архівні фонди семи українських архівів, що зберігають оригінали документів про події Голокосту в Україні під час Другої Світової війни .
Крім того, Україна має відношення до деяких пам'яток, включених до міжнародного реєстру, які зберігаються в інших державах. Так, у 2007 р. була прийнята пропозиція від Чехії на включення до міжнародного реєстру пам'ятки:
- Колекція періодики російської, української та білоруської еміграції 1918—1945 рр. / Collection of Russian, Ukrainian and Belorussian émigré periodicals 1918—1945[9]
Національна бібліотека Чеської республіки, Прага